# Болезнь, смерть и похороны Габриэля Гарсиа Маркеса

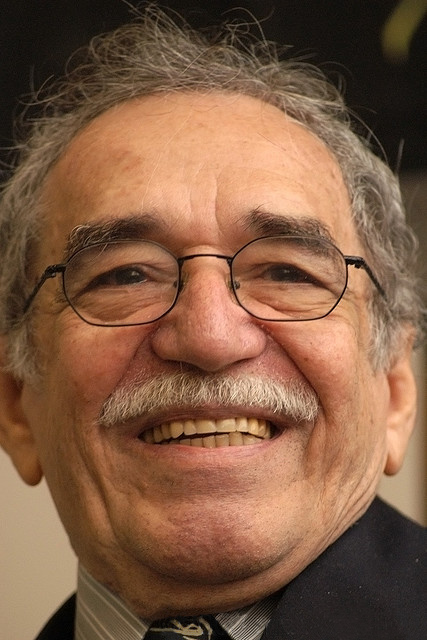
Габриэль Гарсиа Маркес

Колумбийский писатель, видный представитель литературного направления «магический реализм», лауреат Нейштадтской литературной премии 1972 года и Нобелевской премии по литературе 1982 года Габриэль Гарсиа Маркес скончался 17 апреля 2014 года в возрасте 87 лет после тяжёлой болезни в своём доме в Мехико.
Его кончина потрясла политических деятелей и официальных лиц государств, писателей и переводчиков, а также всех тех кому было не равнодушно его творчество. На родине Гарсиа Маркеса, в Колумбии, был объявлен трёхдневный траур.
Церемония прощания прошла во Дворце изящных искусств в Мехико. Над урной с прахом Гарсиа Маркеса склонили свои головы президенты Колумбии и Мексики Хуан Мануэль Сантос и Энрике Пенья Ньето. Символическая панихида прошла и в родном городе Гарсиа Маркеса — Аракатаке. Как сообщалось, прах Гарсиа Маркеса был разделён между двумя странами, но место его захоронения не раскрывается.

## Болезнь
В 1989 году врачи обнаружили у Габриэля Гарсиа Маркеса раковую опухоль в лёгких, которая, вероятно, была следствием его пристрастия к курению, так как за работой над своими произведениями он выкуривал по три пачки сигарет в день. После операции в 1992 году течение болезни приостановилось. Но Гарсиа Маркес продолжал испытывать проблемы со здоровьем. Медицинское обследование весной 1999 года выявило у него другое онкологическое заболевание — лимфому. После ему пришлось перенести две сложнейшие операции в Лос-Анджелесе — в США, и в Мексике, а также долгий курс лечения. Лечение оказалось успешным, и болезнь отступила. В 2000 году в перуанской газете «La República» было опубликовано сообщение о якобы надвигающейся смерти Гарсиа Маркеса. На следующий день другие газеты опубликовали его «прощальное стихотворение» «La Marioneta». Гарсиа Маркес отрицал авторство, и в конце концов выяснилось, что это работа одного мексиканского чревовещателя. В 2000 году Гарсиа Маркес подтвердил информацию о том, что из-за проблем со здоровьем торопится с написанием своих воспоминаний под названием «Жить, чтобы рассказать об этом»:
Из-за боязни, что у меня не хватит времени закончить три тома воспоминаний и двух почти готовых книг рассказов, я до минимума сократил общение с друзьями, отключил телефон и закрылся, чтобы писать. Только так я смог закончить первый том.
Над книгой своих воспоминаний из 3-х томов Гарсиа Маркес работал ежедневно с 9 часов утра до 3 часов дня. В конце 2000 года Гарсиа Маркес появился на публике, а в начале 2001 года опубликовал новые сочинения. Свой 75-й день рождения Гарсиа Маркес встретил в Лос-Анджелесе 6 марта 2002 года за написанием нового романа. В том же году был опубликован первый том мемуаров «Жить, чтобы рассказать об этом». 1 мая 2003 года, Гарсиа Маркес, наравне с 160 иностранными писателями, артистами и другими заметными личностями в интеллектуальном мире, подписал декларацию «К совести мирового сообщества», направленную в поддержку Кубы. В октябре 2004 года на прилавках книжных магазинов в странах Латинской Америки, Западной Европы и США появился новый роман Гарсиа Маркеса: «Вспоминая моих грустных шлюх». По некоторым данным, незадолго до выхода рукопись украли «пираты», после чего Гарсиа Маркес изменил финал и его произведение разошлось миллионным тиражом, а пиратские версии стали коллекционными редкостями.

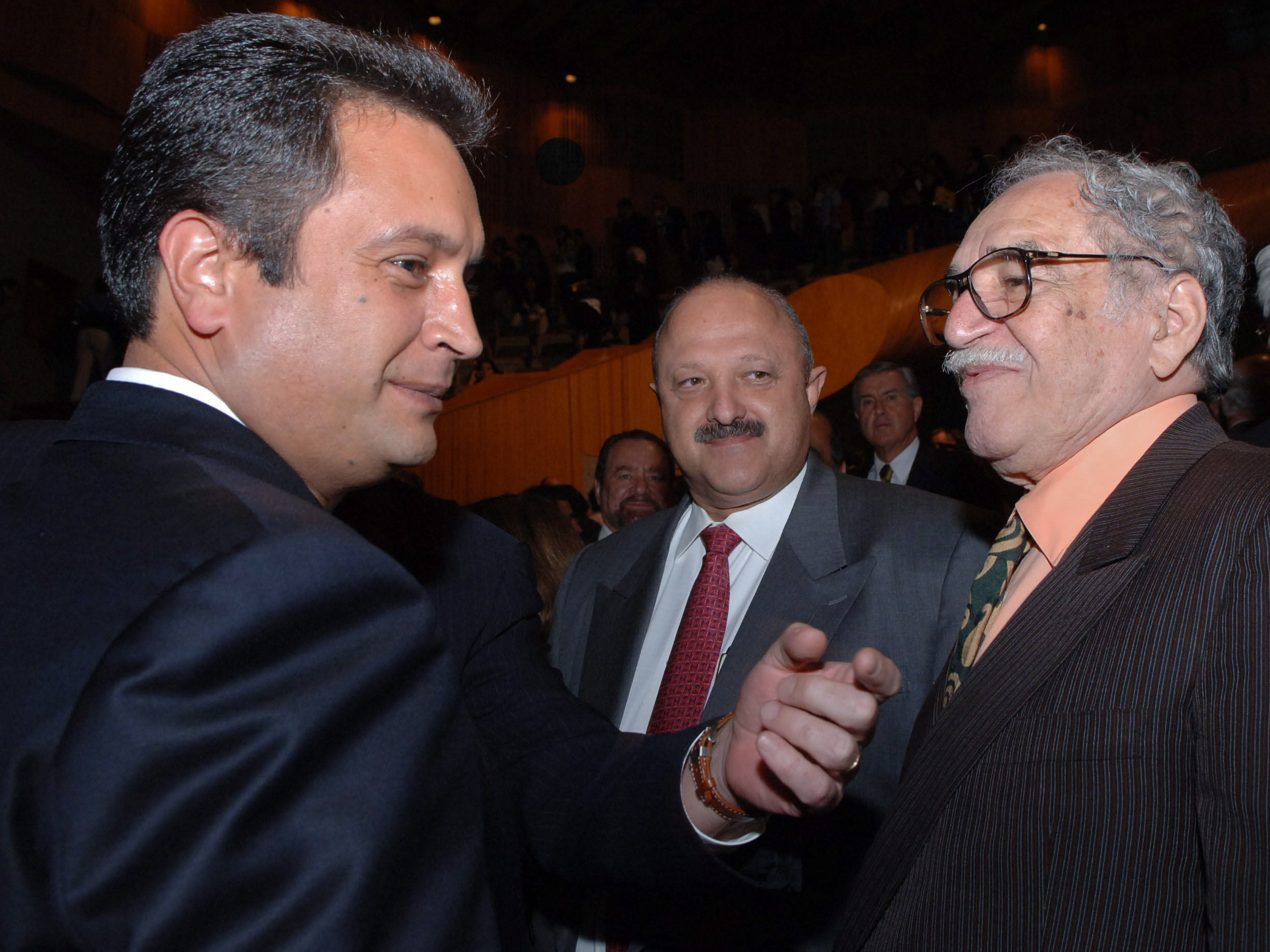
Габриэль Гарсиа Маркес, и Алехандро Пуэнте, 24 октября 2005 года

В 2005 году Гарсиа Маркес не написал ни строчки, однако болезнь не мешала ему заниматься политической деятельностью: в декабре 2005 года он посетил Гавану, где выступил посредником на переговорах между правительством Колумбии во главе с президентом Альваро Урибе и представителями Армии национального освобождения.
В 2009 году в телефонном разговоре с корреспондентом газеты «El Tiempo» Гарсиа Маркес заявил:
То, что я прекратил писать, не просто неправда. Правда в том, что я пишу, и это все, что я делаю.
В 2010 году, согласно заявлению издателя, Гарсиа Маркес закончил роман «До встречи в августе». А осенью того же года вышел сборник ранее не публиковавшихся выступлений Гарсиа Маркеса за период с 1944 по 2007 год — «Я здесь не для того, чтобы говорить речи».
6 марта 2012 года Гарсиа Маркес отпраздновал 85-й день рождения. В связи с этим президент России Дмитрий Медведев наградил его Орденом Почёта. В этом году у Гарсиа Маркеса было несколько юбилеев: 30-летие с момента получения Нобелевской премии по литературе, 10 лет после выхода мемуаров и 45-летие романа «Сто лет одиночества».
7 июля 2012 года, брат писателя, Хаим Гарсиа Маркес распространил новость о том, что Габриэль Гарсиа Маркес тяжело болен и страдает старческим слабоумием, сказав, что «у него проблемы с памятью. Иногда я плачу, понимая, что теряю его», добавив, что из-за проблем со здоровьем Гарсиа Маркес больше не может писать. Однако брат сообщил, что Гарсиа Маркес находится в удовлетворительной физической форме и «сохраняет присущее ему чувство юмора и энтузиазм».
4 марта 2014 года в преддверии его дня рождения была сделана последняя видеосъёмка Габриэля Гарсиа Маркеса. К журналистам он вышел из дверей своего дома в Мехико, одетый в пиджак, на лацкане которого была жёлтая бутоньерка, а поклонники подарили Гарсиа Маркесу его любимые жёлтые розы, как в романе «Сто лет одиночества», когда дождь из этих цветов завалил Макондо в ночь перед похоронами Хосе Аркадио Буэндиа.
31 марта в министерстве здравоохранения Мексики сообщили, что Габриэль Гарсиа Маркес был госпитализирован в одну из клиник Мехико на фоне лёгочной инфекции и обезвоживания организма, а позже у него было выявлено воспаление мочевыводящих путей. Гарсиа Маркесу был назначен курс лечения антибиотиками. Как говорил его сын, Гонсало, отец может вернуться домой ещё до наступления следующей недели. Посол Колумбии в Мексике Хосе Габриэль Ортис заявил, что:
Габо и его жена, Мерседес Барча, находились в Лос-Анджелесе в доме своего старшего сына, где они навещали внуков. Гарсиа Маркес сильно заболел гриппом, и американцы были так озабочены его состоянием, что писатель был помещен в больницу, чтобы избежать развития воспаления лёгких.
Президент Мексики Энрике Пенья Ньето был проинформирован о госпитализации и написал в своём микроблоге в «Twitter»:
Мне сообщили, что Габриэль Гарсиа Маркес помещен в больницу, я желаю ему скорейшего выздоровления.
Позже сообщалось, что состояние Гарсиа Маркеса стабильно. 8 апреля он был выписан. Представитель госпиталя Хакелин Пинеда сообщила, что Гарсиа Маркес по-прежнему чувствует себя не очень хорошо, что объясняется его возрастом, и поэтому дома он продолжит лечение.
15 апреля, близкие родственники Гарсиа Маркеса сообщили, что его состояние стабильно, но ввиду возраста не исключена вероятность развития осложнений.
16 апреля президент Колумбии и близкий друг писателя Хуан Мануэль Сантос заявил, что информация о том, что Гарсиа Маркес неизлечимо болен раком, является вымышленной:
То, что опубликовала мексиканская газета — сообщения о том, что Маркес болен раком — неверны. Повторю ещё раз то, о чём уже просила семья писателя — давайте не нарушать его приватность.

## Смерть
Габриэль Гарсиа Маркес скончался 17 апреля 2014 года на 88-м году жизни в своём доме в Мехико. До самого последнего момента рядом с писателем находилась супруга Мерседес Барча и двое сыновей, Гонсало и Родриго.
Пресс-секретарь семьи писателя Фернанда Фамилиар, написала на своей странице в «Twitter», что:

Габриэль Гарсиа Маркес умер. Мерседес и её сыновья Родриго и Гонсало уполномочили меня сообщить эту новость. Это так грустно.
Оригинальный текст (исп.)Muere Gabriel García Márquez. Mercedes y sus hijos, Rodrigo y Gonzalo, me autorizan dar la información. 
Que tristeza tan profunda....

Причина кончины Гарсиа Маркеса была названа позже: ей оказалась почечная недостаточность и последовавшее за этим респираторное заболевание, которое привело к коллапсу — острой сосудистой недостаточности, сопровождающейся падением кровяного давления.

## Международная реакция
На смерть Гарсиа Маркеса откликнулись известные политические и культурные деятели как Колумбии и Мексики, так и всего мира. Его память почтили ведущие мировые газеты. В «El Pais» была опубликована огромная подборка материалов под названием «Траур на Земле и в Макондо», в которой выделяется эссе известного мексиканского писателя Хорхе Вольпи «Наш Аполлон и наш Дионис». «The Wall Street Journal» в лице журналиста Хуан Фореро отмечает, что Гарсиа Маркес сделал популярным стиль «магического реализма», и что его самый известный роман «Сто лет одиночества» вдохновил целое поколение писателей.
- Колумбия:

Президент Колумбии Хуан Мануэль Сантос написал на своей странице в «Twitter»:

Тысяча лет одиночества и грусти из-за смерти самого великого колумбийца всех времен, выражаю свою солидарность и соболезнования семье Габо.
Оригинальный текст (исп.)Mil años de soledad y tristeza por la muerte del más grande colombiano de todos los tiempos! Solidaridad y condolencias a la Gaba y familia.

Объявляя в стране трёхдневный траур, он сказал:
Колумбия скорбит после того, как нас покинул наш самый любимый соотечественник всех времен. Габриэль Гарсиа Маркес, наш лауреат Нобелевской премии, был колумбийцем, который смог за всю историю нашей страны поднять имя родины на самую большую высоту.
Бывший президент Колумбии Альваро Урибе, считает, что «миллионы людей по всему миру» влюбились в Латинскую Америку именно благодаря «завораживающим строкам» произведений писателя.

Маэстро Гарсиа Маркес, благодаря тебе, миллионы миллионы людей по всему миру влюбились в нашу страну из-за твоих завораживающих строк.
Оригинальный текст (исп.)Maestro García Márquez,gracias siempre,millones de habitantes del Planeta se enamoraron de nuestra Patria en la fascinación de sus renglones.

Популярный певец Хуанес назвал знаменитого писателя «бессмертной легендой»:

Он был самым великим из всех, и легенда о нём останется бессмертной. Спасибо, Габриэль Гарсиа Маркес.
Оригинальный текст (исп.)Se va el más grande de todos pero se queda su inmortal leyenda. Gracias Gabriel Garcia Marquez.

Латиноамериканская певица Шакира опубликовала в «Instagram» совместное фото с Гарсиа Маркесом, и на своём сайте обратилась к нему с такими словами:

Дорогой Габо, однажды ты сказал, что жизнь — это не то, что прожил человек, а то, как он это помнит, чтобы рассказать об этом. Твою жизнь, дорогой Габо, мы запомним как уникальный и неповторимый подарок и как самый оригинальный из всех рассказов. С тобой сложно проститься, ведь ты так много дал нам! Ты навсегда останешься со мной и со всеми нами, любившими тебя и восхищавшимися тобой. Шак.
Оригинальный текст (англ.)Dear Gabo, you once said that life isn't what one lived, but the life one remembers and how he remembers it to retell it...your life, dear Gabo, will be remembered by all of us as a unique and singular gift, and as the most original story of all. It's difficult to say goodbye to you, with all that you've given us! You will always be in my heart and in those of all who loved and admired you. Shak.

- Перу:

Как сказал президент Перу Ольянта Умала:

Латинская Америка и весь мир будет чувствовать уход этого мечтателя. Покойся в мире там в Макондо, Габриэль Гарсия Маркес.
Оригинальный текст (исп.)Latinoamérica y el mundo entero sentirán la partida de este soñador. Descansa en paz Gabriel García Marquez allá en Macondo.

Известный писатель Марио Варгас Льоса признался, что «умер великий писатель, чьи произведения способствовали распространению нашего языка и литературы. Его тексты переживут его самого и продолжат покорять сердца читателей повсюду. Мои соболезнования семье».
- Чили:

Бывший президент Чили Себастьян Пиньера заявил, что:

Умер гигант латиноамериканской литературы. Он оставил нам плодотворное и вдохновляющее наследие, которое будет продолжать питать наше воображение
Оригинальный текст (исп.)Ha muerto un grande de la literatura latinoamericana. Nos deja una obra prolifica e inspiradora, que seguira alimentando nuestra imaginacion.

- Мексика:

Президент Мексики Энрике Пенья Ньето:

От имени Мексики выражаю соболезнования в связи с кончиной одного из величайших писателей нашего времени, Габриэля Гарсиа Маркеса. Своей работой, Гарсиа Маркес сделал универсальный латиноамериканский магический реализм, символом современной культуры. Он родился в Колумбии, но десятилетиями его дом был в Мексике, что обогатило нашу культурную жизнь. Покойся с миром.
Оригинальный текст (исп.)A nombre de México, expreso mi pesar por el fallecimiento de uno de los más grandes escritores de nuestros tiempos: Gabriel García Márquez. Con su obra, García Márquez hizo universal el realismo mágico latinoamericano, marcando la cultura de nuestro tiempo. Nacido en Colombia, por décadas hizo de México su hogar, enriqueciendo con ello nuestra vida nacional. Descanse en paz.

- Куба:

Президент Кубы Рауль Кастро в сообщении, опубликованном на сайте Cubadebate.cu, сменившем логотип на траурный, адресованном вдове Мерседес Барча Пард и семье Гарсиа Маркеса, отметил, что Куба с кончиной латиноамериканского писателя Габриэля Гарсиа Маркеса потеряла большого друга, а человечество — исключительного литератора:

Уважаемая Мерседес. Мир, и в частности, народы Нашей Америки физически потеряли исключительного писателя и интеллектуала. Кубинцы потеряли великого друга, близкого и солидарного с ними. Наследие таких людей бессмертно. Примите наши самые глубокие соболезнования и искренние заверения в преданности. Обнимая, Рауль Кастро Рус.
Оригинальный текст (исп.)Querida Mercedes: El mundo, y en particular los pueblos de Nuestra América, hemos perdido físicamente a un intelectual y escritor paradigmático. Los cubanos, a un gran amigo, entrañable y solidario. La obra de hombres como él es inmortal. Recibe, junto a la familia, nuestras más sentidas condolencias y sinceros sentimientos de afecto. Un abrazo, Raúl Castro Ruz.

Официальный печатный орган Центрального Комитета Коммунистической Партии Кубы, газета «Гранма» опубликовала блок материалов о жизни Гарсиа Маркеса, и озаглавила одну из статей так — «Латиноамериканская культура в трауре».
Позже, заместитель председателя Государственного совета Кубы Мигель Диас-Канель оставил запись в книге соболезнований и сообщил, почему Фидель Кастро воздержался от публичных заявлений в связи со смертью Гарсиа Маркеса:
Фидель чувствует себя хорошо. Но он — человек исключительной чувствительности, и потерю друга он переживает так же, как её переживают все чувствительные люди.
- Венесуэла:

Президент Венесуэлы Николас Мадуро сказал, что Габриэль Гарсиа Маркес был верным другом революционных лидеров Латинской Америки:

Габо оставил свой духовный след в новой эре нашей Америки. Сто лет любви его вечному духу. Он принадлежал к поколению, основавшему творческую журналистику, неразрывно связанную с правами народа на счастье. Он был искренним и верным другом революционных лидеров, которые вернули достоинство Америке Боливара и Марти.
Оригинальный текст (исп.)El Gabo dejó grabada su huella espiritual en la NuevaEra de nuestra América,cien años de Amor por su espíritu eterno. Perteneció a la generación fundadora del periodismo creador y comprometido con el derecho del Pueblo a su Felicidad. Fue Amigo sincero y leal de los líderes revolucionarios que levantaron la Dignidad de la América de Bolívar y Martí.

- Эквадор:

Президент Эквадора Рафаэль Корреа также выразил свои соболезнования в связи с кончиной писателя:

От нас ушёл Габо, нас ждут годы одиночества, но остаются его произведения и любовь к Великой Родине. Вперёд до победы, дорогой Габо.
Оригинальный текст (исп.)Se nos fue el Gabo, tendremos años de soledad, pero quedan sus obras y amor por la Patria Grande. ¡Hasta la victoria siempre, Gabo querido!

- Гондурас:

Президент Гондураса Хуан Орландо Эрнандес сказал, что:

Со смертью Гарсиа Маркеса Латинская Америка потеряла одного из своих самых великих сынов. Весь Гондурас солидарен с Колумбией и вместе с ней чувствует печаль от потери знаменитого Габо.
Оригинальный текст (исп.)Con el fallecimiento de García Marquez AméricaLatina pierde a uno de sus hijos más grandes. Honduras entera se solidariza con Colombia y le acompaña en su tristeza ante la pérdida del ilustre Gabo.

- Испания:

Послания с соболезнованиями отправили король и королева Испании. Премьер-министр Мариано Рахой заявил, что мир потерял одного из самых ярких представителей испаноязычной литературы второй половины XX века. Министр образования, культуры и спорта Хосе Игнасио Верт заявил, что «с уходом из жизни Гарсии Маркеса испаноязычная литература потеряла одного из самых ярких своих представителей». Лидер Испанской социалистической рабочей партии Альфредо Перес Рубалькаба назвал Гарсиа Маркеса своим «любимым писателем, почитаемым миллионами читателей».
- США:

Президент США Барак Обама принёс соболезнования семье писателя и признался, что с детства полюбил книги Гарсиа Маркеса, сказав, что:
С уходом Габриэля Гарсии Маркеса мир потерял одного из своих величайших писателей-провидцев — и одного из любимейших авторов времен моей юности. Миллионы поклонников ласково называли его «Габо». Впервые он завоевал международное признание своим шедевром «Сто лет одиночества». Мне повезло однажды встретиться с ним в Мексике, где он подарил мне подписанную им книгу, которую я бережно храню. Будучи истинным колумбийцем, представителем и голосом народов Америк и мастером «магического реализма», он вдохновил многих других – иногда даже самим взяться за перо. В мыслях я с его семьей и друзьями, которые, надеюсь, найдут утешение в том, что труды Габо будут жить и в следующих поколениях.
- Европейский Союз:

Председатель Европейской комиссии Жозе Мануэл Баррозу выразил соболезнования в связи с кончиной Габриэля Гарсиа Маркеса, назвав его голосом всего мира:
Меня глубоко огорчило известие о кончине Габриэля Гарсия Маркеса. Он был голосом Латинской Америки, ставшим голосом нашего мира. Его воображение обогатило нас, а его кончина стала для нас лишением. Я выражаю искренние соболезнования его семье.
- Израиль:

Президент Израиля Шимон Перес почтил специальным заявлением память Гарсиа Маркеса, сказав, что «я имел честь встретиться с ним в Колумбии. Он проявлял огромный интерес к мирному процессу между Израилем и палестинцами. Мне он говорил: „Пока ваша земля расколота, расколото и мое сердце. Я каждый день молюсь о том, чтобы у вас настал мир“». Гарсиа Маркес, по воспоминаниям Переса, собирался посетить Израиль, «когда там наступит мир. Увы, этим надеждам сбыться не довелось. Гарсиа Маркес будет парить в небесах над Израилем как великое послание и воодушевляющая молитва».
- Россия:

Президент Российской Федерации Владимир Путин выразил соболезнования супруге Габриэля Гарсиа Маркеса. В сообщении пресс-службы Кремля говорится, что:
Глава Российского государства подчеркнул, что ушёл из жизни великий писатель и мыслитель, всегда сохранявший верность светлым идеалам гуманизма и справедливости, книги которого вдохновляли поколения людей не только в Латинской Америке, но и во всем мире. Владимир Путин отметил, что Габриэль Гарсиа Маркес был близким другом России.
Премьер-министр Российской Федерации Дмитрий Медведев в память о Гарсиа Маркесе, процитировал на своей странице в Facebook вместе с его фотографией его известное высказывание: «Не плачь, потому что это закончилось, улыбнись, потому что это было».
В телеграмме, адресованной посольству Колумбии, министр культуры Российской Федерации Владимир Мединский назвал Гарсиа Маркеса гениальным писателем, отметив, что его имени достойна целая эпоха в истории мировой литературы. Михаил Мишин, автор нового перевода повести «Хроника объявленной смерти», изданной в России в 2012 году, сказал, что Габриэль Гарсиа Маркес был последним великим писателем века, и, что перевод его повести был праздником. Драматург и прозаик Леонид Зорин назвал Маркеса художником, создавшим портрет Латинской Америки со всей мозаикой её национальностей и культур.

## Церемонии прощания и похороны

### Подготовка
Директор мексиканского национального института изящных искусств Мария Кристина Селеда, сообщила, что тело Габриэля Гарсиа Маркеса будет кремировано по желанию семьи в ходе частной церемонии, причём траурный ритуал в присутствии публики перед кремацией не запланирован. О том, будет ли прах Гарсиа Маркеса перевезён в Колумбию, в семье писателя не уточнили. Ранее глава национальной комиссии по культуре Мексики Рафаэль Товар-и-де-Тереса сообщил, что прощание с Гарсиа Маркесом состоится 21 апреля во Дворце изящных искусств в Мехико:

В ближайший понедельник, 21 апреля, мы отдадим национальные почести во Дворце изящных искусств Габриэлю Гарсиа Маркесу.
Оригинальный текст (исп.)El próximo lunes 21 llevaremos a cabo en el Palacio de Bellas Artes un Homenaje Nacional a García Márquez.

Посол Колумбии в Мексике Хосе Габриэль Ортис сообщил, что место упокоения праха Габриэля Гарсиа Маркеса будет определено его семьёй, сказав, что «конечно, какая-то часть праха останется в Мексике, а другая, как я думаю, может быть отправлена в Колумбию». Тело Гарсиа Маркеса было кремировано ночью в день его смерти Церемония прошла в похоронном агентстве «Гарсия Лопес» в присутствии самых близких людей. Члены семьи Гарсии Маркеса, жившие с ним в Мексике, хотели бы, чтобы урна с прахом осталась в стране. Но, другие родственники, живущие в Колумбии, настаивали на перенесении праха туда. По некоторым данным, обсуждался также вариант разделения праха на две части с последующим двойным захоронением. Как сообщалось, 21 апреля на официальной памятной церемонии будет присутствовать президент Мексики Энрике Пенья Ньето и президент Колумбии Хуан Мануэль Сантос. Позже, Сантос подтвердил, что приедет на церемонию с супругой, написав в своём микроблоге в «Twitter»:

В понедельник мы отправляемся в Мексику, чтобы присутствовать на чествовании Габо, самого великого колумбийца. Мы сопровождаем.
Оригинальный текст (исп.)El lunes viajaremos a México para asistir al homenaje a Gabo, el colombiano más grande de todos. Nos acompañará.

Мэр колумбийского города Аракатака Туфит Хатум сообщил, что в Аракатаке 21 апреля пройдут символические похороны Гарсиа Маркеса, в ходе которых траурная процессия с гробом пройдёт по наиболее значимым местам города, после чего состоится месса в память о Габо. Также он обратился к семье писателя с просьбой:
Со всем уважением, я прошу семью Габо и правительство, чтобы его прах был упокоен в месте, где он прожил первые годы жизни, для нас это была бы честь.
Позже сообщалось, что в крупнейшем кафедральном соборе Санта-Фе-де-Боготы пройдёт прощание с Гарсиа Маркесом, на которое возможно прибудет президент Колумбии Хуан Мануэль Сантос.

### Церемония прощания в Мексике

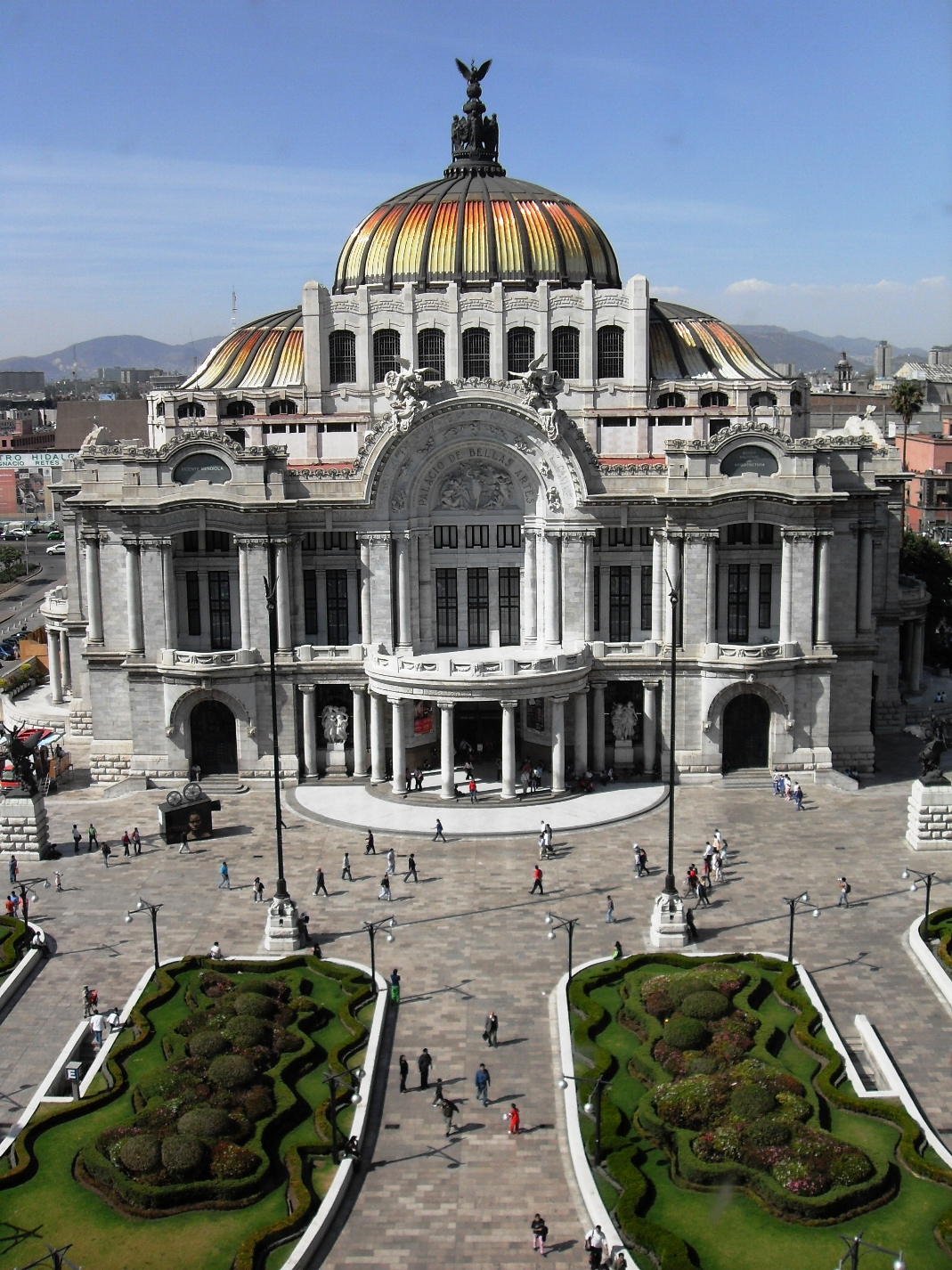
Дворец изящных искусств

С раннего утра 21 апреля в окрестностях Дворца изящных искусств в Мехико полиция, силы безопасности и распорядители готовились к церемонии прощания с Гарсиа Маркесом. Начало церемонии было назначено на 16:00 по местному времени (01:00 по московскому времени, 22 апреля), однако за несколько часов до этого в очереди у дворца собралось не менее тысячи человек. Среди пришедших были как мексиканцы, так и множество иностранцев, в том числе и колумбийцы. Они приносили букеты жёлтых роз, которые любил Гарсиа Маркес. Снаружи Дворца играли уличные музыканты, внутри траурно оформленного зала исполнялась симфоническая музыка. Также выступило трио, исполняющее вальенато — музыкальный жанр, распространённый на Карибском побережье Колумбии. От дома Гарсиа Маркеса проследовал кортеж с его прахом. В вестибюле Дворца на постаменте в окружении почётного караула была установлена урна с прахом Гарсиа Маркеса, доставленная его вдовой Мерседес Барча в сопровождении сыновей Гонсало и Родриго.
В прощальной речи над урной с прахом покойного Хуан Мануэль Сантос сказал, что:
Если мы хотим представить Латинскую Америку с помощью символа чувственности, благородства и величия, Габриэль Гарсиа Маркес для этого идеальная фигура. Он останется живым за счёт своих многочисленных замечательных произведений. Мы объединились, чтобы отдать почести человеку, который в 1982 году в Стокгольме поразил мир своими словами об одиночестве Латинской Америки, который сказал, что никогда не поздно поверить в новую утопию. Тем, кто захочет увидеть Макондо, необязательно отправляться в дальнее путешествие, потому что в родной писателю Аракатаке все это можно увидеть.
Президент Мексики Энрике Пенья Ньето отметил, что благодаря Гарсиа Маркесу тысячи человек научились ценить образ Латинской Америки:
Ушёл великий человек, по-настоящему великий, но остались его творения. Это гордость для Мексики, что он прожил здесь больше пяти десятилетий. Габриэль Гарсиа Маркес получил за свою жизнь самое великое признание, которое только существует: любовь и искреннюю нежность миллионов людей по всему свету.
В церемонии, продлившейся три часа, также принимали участие литераторы, политики, представители общественности и друзья писателя.
В завершение панихиды поклонники Гарсиа Маркеса проводили его в последний путь громкими аплодисментами и тысячами бумажных бабочек жёлтого цвета, запущенных в ночное небо Мехико, в напоминание о романе «Сто лет одиночества», за героем которого всегда следовали желтые бабочки. В Кафедральном соборе Боготы состоялась литургия, во время которой Национальный симфонический оркестр исполнил «Реквием» Вольфганга Амадея Моцарта.
Мемориальная церемония прошла и на родине писателя в колумбийском городе Аракатака. Символическая урна с прахом Гарсиа Маркеса, наполненная записками с соболезнованиями, была пронесена по улицам города в собор, где состоялась поминальная служба.

## Память и наследие
Через несколько дней после смерти Гарсиа Маркеса, шеф-редактор издательства «Penguin Random House Mexico» Кристобаль Пера заявил о том, что Гарсиа Маркес оставил рукопись неопубликованного произведения с рабочим названием «Встретимся в августе» (исп. En Agosto Nos Vemos). Позже были опубликованы отрывки из этого романа, в центре сюжета которого, курортный роман 52-летней замужней женщины, приехавшей на могилу матери, расположенную на тропическом острове. В то же время, кубинский революционер Реиноль Гонсалес, осуждённый за организацию контрреволюционного движения, признался, что был освобождён из тюрьмы раньше назначенного срока благодаря Гарсиа Маркесу, который лично просил об этом Фиделя Кастро.
Одновременно, продажи книг Гарсиа Маркеса в московских книжных магазинах выросли в два раза, а в издательстве «АСТ», обладающим эксклюзивными правами на произведения Габриэля Гарсиа Маркеса на русском языке, объявили о выпуске в июне 2014 года романа «Сто лет одиночества» в новом переводе.
24 апреля постоянный представитель Аргентины в Организации Объединённых Наций Мария Кристина Персеваль сообщила, что по просьбе «группы друзей испанского языка» при ООН Генеральная ассамблея на своём заседании 29 мая отдаст дань памяти Габриэлю Гарсиа Маркесу:
Мы попросили провести сессию ассамблеи, чтобы можно было выразить уважение его памяти, вспоминая его просвещенное слово и богатство его произведений.